# ريتا ماركو
ريتا ماركو (بالألبانية: Rita Marko) هو نقابي وسياسي ألباني، ولد في 17 فبراير 1920 في  في ألبانيا، وتوفي في 15 يونيو 2018. نشط حزبياً في حزب العمل الألباني. وقد انتخب عضو برلمان ألبانيا.

## وصلات خارجية
- ريتا ماركو على موقع مونزينجر (الألمانية)